# Port Howard
Port Howard (španjolski: Puerto Mitre; ili Puerto Howard ) je najveće naselje na otoku Zapadnom Falklandu (pored Fox Baya koji se broji kao jedno naselje, a zapravo su dva) nalazi se na istočnom dijelu otoka, na obali Falklandskog kanala, na padinama planine Mount Maria.
Port Howard je centar velike farme ovaca, koja se prostire na 800 km². U naselju živi dvadeset stalnih stanovnika i 42 000 ovaca. Ponekad se broj stanovnika poveća kad se na farmi odvijaju radovi.
Naselje ima dvije sletne (travnate) staze, na koje redovito slijeću manji zrakoplovi iz Stanleya. Odnedavno je Port Howard terminalna luka za trajekt na Istočni Falkland.
Svake tri godine, naselje je odredište sporske manifestacije West Falklands Sports. Za vrijeme tog tjedna održavaju se konjske utrke i ostala natjecanja.
Obližnje rijeke Warrah i Chartres bogate su ribom.

## Povijest naseobine
Naselje Port Howard osnovao je 1866. James Lovegrove Waldron s bratom.

### Naselje za Falklandskog rata
Za vrijeme Falklandskog rata, naselje je zaposjednuto od strane argentinske vojske s oko 1000 ljudi. Garnizon se predao posadi britanskog bojnog broda HMS Cardiff, 15. lipnja 1982.

## Vanjske poveznice
- O Port Howardu  Arhivirana inačica izvorne stranice od 7. kolovoza 2008. (Wayback Machine)